# Zlatan Alomerović
Zlatan Alomerović (Servisch: Златан Аломеровић) (Priboj, 15 juni 1991) is een Duits-Servisch voetballer die als doelman speelt.

## Clubcarrière

### Borussia Dortmund
Alomerović werd geboren in het toenmalige Joegoslavië en verhuisde op achtjarige leeftijd naar Duitsland. In 2006 verruilde hij de jeugd van FSV Witten voor die van Borussia Dortmund. Hier debuteerde hij op 19 maart 2011 in het tweede elftal, in een wedstrijd in de Regionalliga tegen Fortuna Düsseldorf II. Het seizoen erop speelde Alomerović vijftien competitieduels voor het tweede elftal, waarvan hij vanaf het seizoen 2012/13 de vaste doelman werd. Bij het eerste elftal was hij derde doelman na Roman Weidenfeller en Mitchell Langerak. Tot een debuut in het eerste elftal kwam het echter niet kwam het niet. Bij het tweede elftal speelde hij echter wel met beroemde namen als Ilkay Gündogan, Sven Bender, Erik Durm, Leonardo Bittencourt, Jonas Hofmann, Julian Schieber, Matthias Ginter en Kevin Großkreutz.

### FC Kaiserslautern
Alomerović tekende in juli 2015 een contract tot medio 2017 bij 1. FC Kaiserslautern, de nummer vier van de 2. Bundesliga in het voorgaande seizoen. Hij speelde echter maar één wedstrijd in het eerste elftal, waarna hij werd teruggezet naar het tweede elftal. Ook daar was hij niet de eerste keeper. In augustus 2016 werd zijn contract ontbonden. 
In januari 2017 was Alomerović op proef bij N.E.C. tijdens het trainingskamp in Spanje.

## Clubstatistieken
| Seizoen     | Club                 | Competitie           | Competitie | Competitie | Beker | Beker | Internationaal | Internationaal | Overig | Overig | Totaal | Totaal |
| Seizoen     | Club                 | Competitie           | Wed.       | Dlp.       | Wed.  | Dlp.  | Wed.           | Dlp.           | Wed.   | Dlp.   | Wed.   | Dlp.   |
| ----------- | -------------------- | -------------------- | ---------- | ---------- | ----- | ----- | -------------- | -------------- | ------ | ------ | ------ | ------ |
| 2010/11     | Borussia Dortmund II | Regionalliga West    | 1          | 0          | 0     | 0     | 0              | 0              | 0      | 0      | 1      | 0      |
| 2011/12     | Borussia Dortmund II | Regionalliga West    | 15         | 0          | 0     | 0     | 0              | 0              | 0      | 0      | 15     | 0      |
| 2012/13     | Borussia Dortmund II | 3. Liga              | 33         | 0          | 0     | 0     | 0              | 0              | 0      | 0      | 33     | 0      |
| 2013/14     | Borussia Dortmund II | 3. Liga              | 31         | 0          | 0     | 0     | 0              | 0              | 0      | 0      | 31     | 0      |
| 2014/15     | Borussia Dortmund II | 3. Liga              | 32         | 0          | 0     | 0     | 0              | 0              | 0      | 0      | 32     | 0      |
| Club totaal | Club totaal          | Club totaal          | 112        | 0          | 0     | 0     | 0              | 0              | 0      | 0      | 112    | 0      |
| 2015/16     | FC Kaiserslautern    | 2. Bundesliga        | 1          | 0          | 0     | 0     | 0              | 0              | 0      | 0      | 1      | 0      |
| 2015/16     | FC Kaiserslautern II | Regionalliga Südwest | 1          | 0          | 0     | 0     | 0              | 0              | 0      | 0      | 1      | 0      |
| Club totaal | Club totaal          | Club totaal          | 2          | 0          | 0     | 0     | 0              | 0              | 0      | 0      | 2      | 0      |
| Totaal      |                      |                      | 114        | 0          | 0     | 0     | 0              | 0              | 0      | 0      | 114    | 0      |

Bijgewerkt tot en met 12 januari 2017

## Erelijst
Lechia Gdańsk
- Pools bekerwinnaar

2018/19
 Jagiellonia Białystok
- Pools landskampioen

2023/24